# Пясъчен часовник
Пясъчният часовник е устройство за отчитане на времето. Състои се от два стъклени съда, съединени помежду си с тясно гърло. Часовникът се поставя така, че напълненият с пясък съд да е отгоре. Времето, за което пясъкът се пресипва в другия съд през тясното гърло, варира между няколко секунди до няколко часа в зависимост от големината на часовника и размера на гърлото.
Съществуват доказателства за използването на пясъчните часовници още през XII и XIII век. Те са били използвани в църкви, на кораби, по време на спортни състезания и други.